# Bistum Santo Amaro
Das Bistum Santo Amaro (lateinisch Dioecesis Sancti Mauri, portugiesisch Diocese de Santo Amaro) ist eine römisch-katholische Diözese mit Sitz in Santo Amaro im Bundesstaat São Paulo (Brasilien).

## Geschichte
Das Bistum Santo Amaro wurde am 15. März 1989 durch Papst Johannes Paul II. mit der Apostolischen Konstitution Ea in regione aus Gebietsabtretungen des Erzbistums São Paulo errichtet und diesem als Suffraganbistum unterstellt. Erster Bischof wurde Fernando Antônio Figueiredo OFM. Am 2. Dezember 2015 folgte ihm Giuseppe Negri PIME, der bereits seit dem 29. Oktober 2014 Koadjutorbischof war.